# The Burning Hell
The Burning Hell ist eine kanadische Musikband, ursprünglich aus Peterborough in Ontario, mit einer weltweiten Anhängerschaft. Die Bandmitglieder leben heute zum Teil in St. John’s auf Neufundland.

## Geschichte
The Burning Hell (englisch für Die brennende Hölle) ist das Singer-Songwriter-Projekt von Mathias Kom und wechselnden Bandmitgliedern, dazu ergänzende Gastauftritte befreundeter Künstler.
Ständige Mitglieder ab 2011 waren Kom (Gesang, Gitarre, Ukulele), Ariel Sharratt (Gesang, Klarinette, Saxophon, Schlagzeug, Bass), Darren Browne (Gitarre), Nick Ferrio (Bass) und Jake Nicoll (Schlagzeug). 2025 tourten sie in der Besetzung Kom, Sharratt und Maria Peddle (Geige, Gesang). Unterstützt wurden sie dabei von dem Singer-Songwriter Jimmie Kilpatrick.
Bekannt für seine bewegenden Auftritte und poetisch humorvollen Texte wird Kom daher von einer der größten kanadischen Zeitungen (The Globe and Mail) beschrieben als: „Kanadas Randy Newman und Cole Porter fließen ineinander, mit einem Auge auf die kommende Apokalypse gerichtet und dem anderen auf den Hals seiner Ukulele“.
Im Jahr 2012 absolvierte die Band innerhalb von nur 24 Stunden zehn Auftritte zwischen den Niederlanden und Slowenien. Die Band widmete diesen Rekord der sogenannten „DIY-Szene“ („Musiker ohne teures professionelles Equipment bei Aufzeichnung oder Vermarktung“) und ähnlichen Netzwerken weltweit. Eine Filmcrew begleitete sie und dokumentierte diesen Trip.
2014 wurde das Tributealbum My Name Is Mathias veröffentlicht. Auf diesem spielten kanadische und internationale Musiker Lieder der Band ein. Darunter John K. Samson, Mike O’Neil, Mike Feuerstack, Dan Mangan, Susie Asado und Mitglieder der Band Pizza Underground.

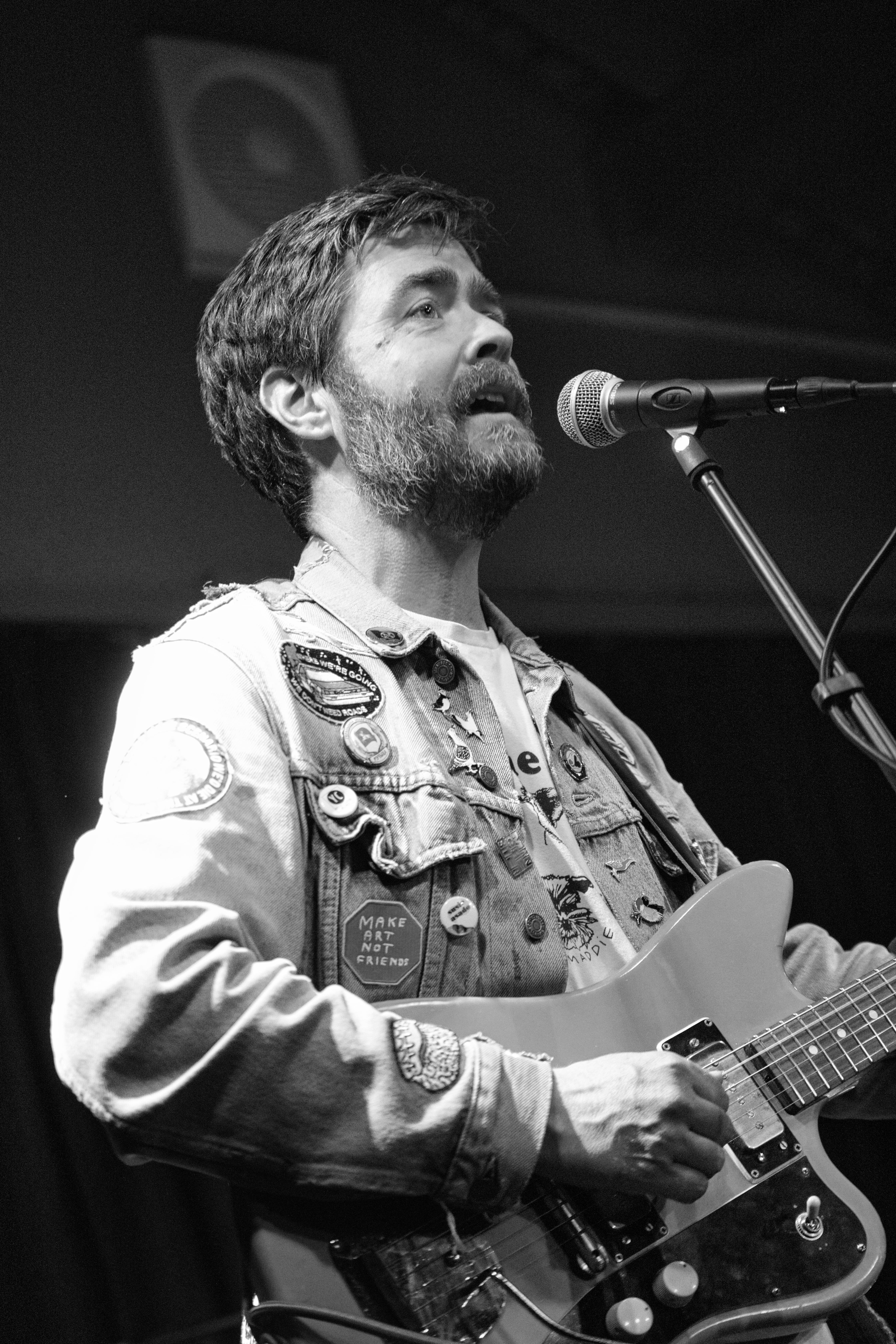
Mathias Kom
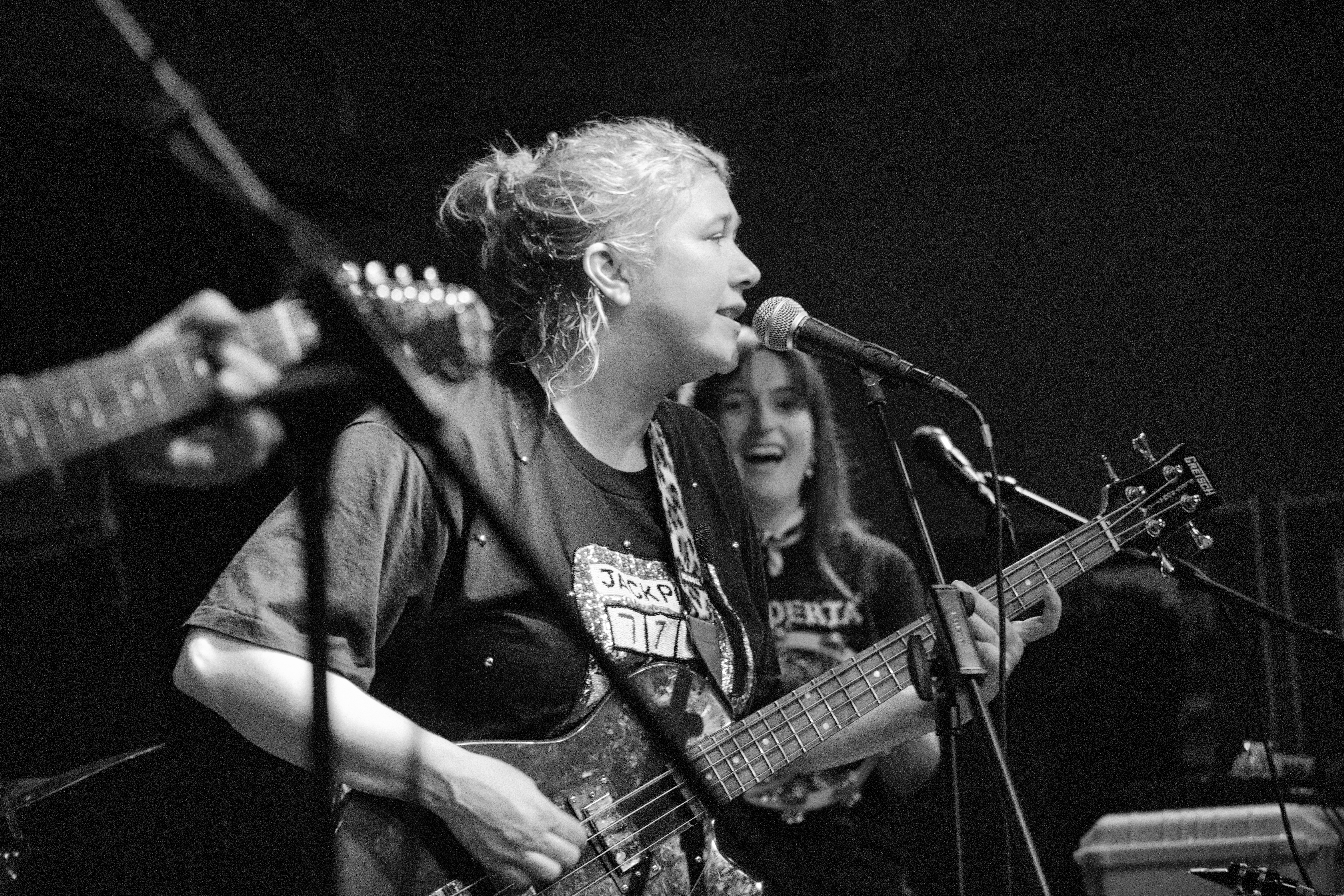
Ariel Sharratt
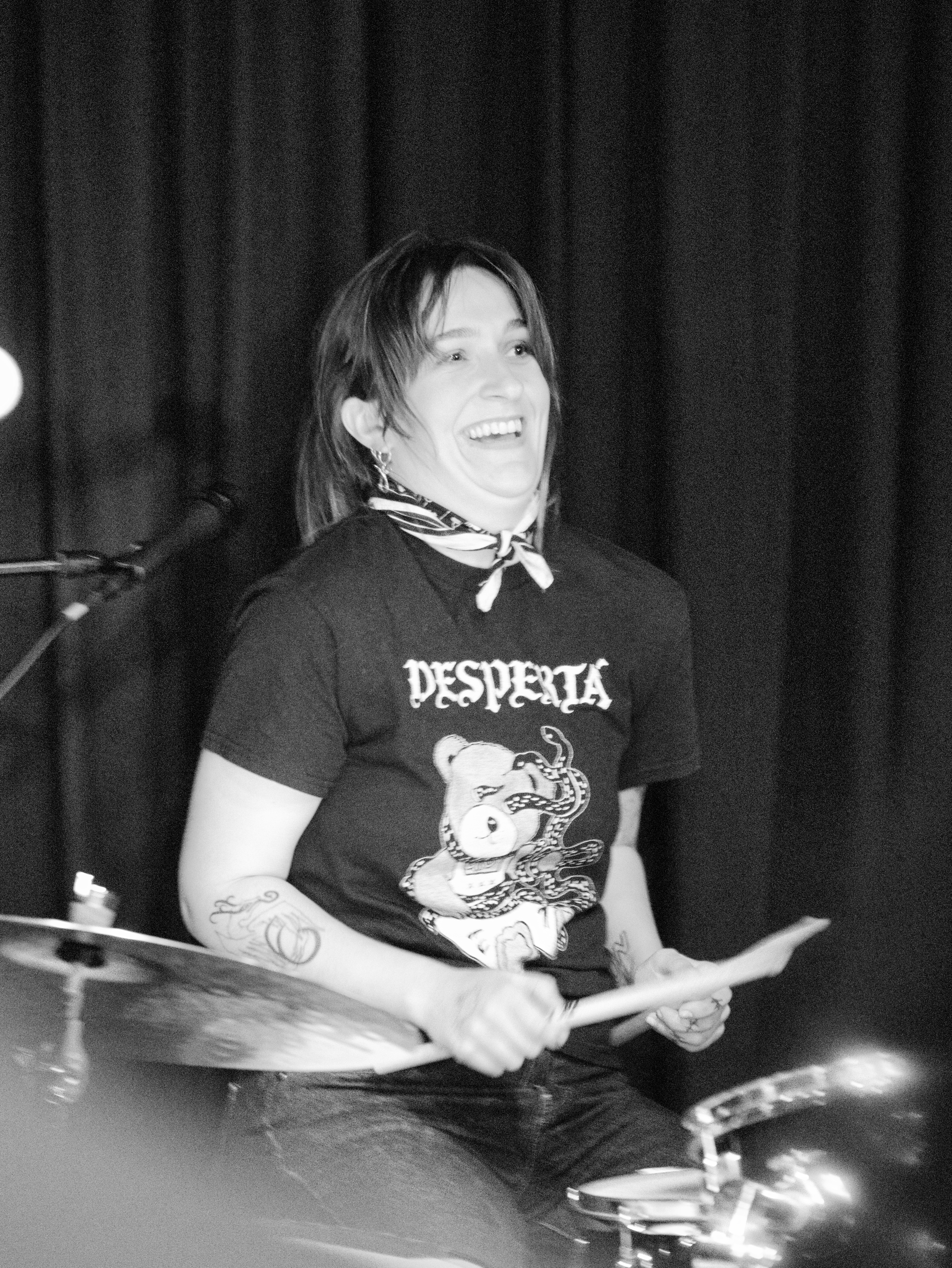
Maria Peddle
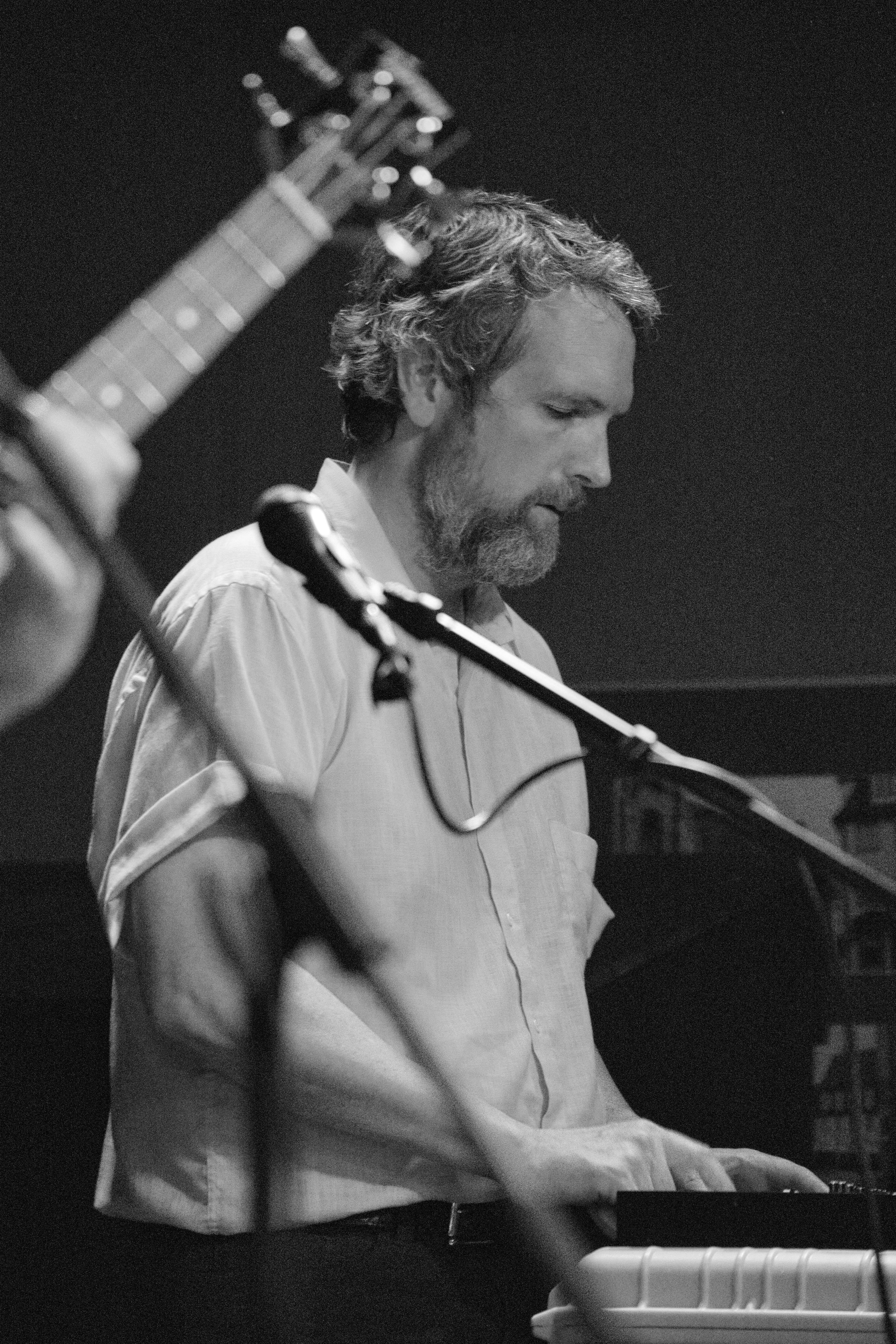
Jimmie Kilpatrick

## Diskografie

### Singles und EPs
- 2008: Grave Situation Part One (Split-7"-Single mit Jenny Omnichord)
- 2009: The Burning Hell and Construction & Destruction (Split-7"-Single mit Construction & Destruction)
- 2011: Hear Some Evil (Split-7"-Single mit Wax Mannequin)
- 2013: Old, New, Borrowed, Blue (10"-EP)
- 2014: Amateur/Professional Rappers (7"-Single)
- 2013: Old, New, Borrowed, Blue
- 2019: Birdwatching On Garbage Island

### Alben
- 2006: Tick Tock
- 2008: Happy Birthday
- 2009: Baby
- 2010: This Charmed Life
- 2011: Flux Capacitor
- 2013: People
- 2015: Live Animals
- 2015: Don’t Believe the Hyperreal (EP mit dem Duett Sharratt & Kom)
- 2016: Public Library
- 2017: Revival Beach
- 2020: Never Work (als Ariel Sharratt & Mathias Kom)
- 2022: Garbage Island
- 2025: Ghost Palace

### Andere Tonträger
- 2011: Duets mit Germans
- 2011: Saddle Sores